# آوا (فیلم ۲۰۱۷ فارسی‌زبان)
آوا فیلمی به کارگردانی صدف فروغی است که در سال ۲۰۱۷ منتشر شد. از جمله بازیگران آن می‌توان ماهور جباری، وحید آقاپور، پرنیان اختری، سارا علی‌مرادی، هومن هورسان، بهار نوحیان، لیلی رشیدی و شایسته سجادی را نام برد. این فیلم توانست در جشنواره‌هایی از جمله چهل و دومین دوره جشنواره بین‌المللی فیلم تورنتو و ششمین دوره جایزه هنرهای تصویری کانادا جوایزی کسب کند.